# Strangalia klapperichi
Strangalia klapperichi es una especie de escarabajo longicornio del género Strangalia, categorizada en la tribu Lepturini, de la subfamilia Lepturinae. Fue descrita por Pic en 1957.

## Descripción
Mide 19 mm de longitud.

## Distribución
Se distribuye por China.